# يومبيرتو ايوزيبي
يومبيرتو ايوزيبي (بالإيطالية: Umberto Eusepi)‏ (9 يناير 1989 بروما في إيطاليا - ) هو لاعب كرة قدم إيطالي في مركز الهجوم. شارك مع منتخب إيطاليا تحت 18 سنة لكرة القدم ومنتخب إيطاليا تحت 19 سنة لكرة القدم ومنتخب إيطاليا تحت 20 سنة لكرة القدم. أما مع النوادي، فقد لعب مع نادي أنكونا ونادي برو فيرتشيلي ونادي بيروجيا ونادي بيزا ونادي بينيفينتو ونادي جنوى ونادي روما ونادي ريجيانا 1919 ونادي ساليرنيتانا ونادي فاريسي ونادي كاربي ونادي فياريجو واتحاد بافيا لكرة القدم.

## وصلات خارجية
- يومبيرتو ايوزيبي على موقع الاتحاد الدولي (مؤرشف)  (الإنجليزية)
- يومبيرتو ايوزيبي على موقع قاعدة بيانات كرة القدم.إي يو (الإنجليزية)
- يومبيرتو ايوزيبي على موقع Soccerway.com (الإنجليزية)